# Ифхар, Песах
Песах Ифхар (Пейсах Абрамович Красногорский; 23 марта 1904, Нежин, Черниговской губернии — 4 июля 1985, Герцлия) — общественный деятель. Мэр Герцлии (1960—1966).

## Биография
Родился в семье Аврома Юдовича Красногорского и Тубы Шлёмовны Хенкин. Получил традиционное еврейское религиозное образование в хедере и иешиве. С молодых лет участник сионистского движения, с 1924 — «Цеирей Цион» и «Хе-Халуц». С 1927 в Эрец-Исраэль. Был рабочим в Нес-Ционе, Реховоте, Рухаме, Гедере и Герцлии. Был членом Хаганы. Секретарь рабочего совета Герцлии. В 1960—1966 первый мэр Герцлии.

Его именем названа улица в Герцлии.